# Bodhi Linux
Bodhi Linux(ボーディリナックス)は、Ubuntuを母体とし、Mokshaウィンドウマネージャを用いる軽量Linuxディストリビューションである。その名称はそれぞれサンスクリット語の「Bodhi」や「Moksha」即ち「菩提」や「解脱」に由来し、「悟り＝Enlightenment」に通じるという。ディストリビューションの思想として、最小限の基本的な環境を提供するというものがあり、これはユーザー自身が好むソフトウェアの組合せのみを利用することを可能にする。それゆえ、初期状態では多くのLinuxユーザーにとって基本的なソフトウェアのみを含んでおり、これにはファイルマネージャ（PCManFM）、ウェブブラウザ（Midori）や端末エミュレータ（Terminology）が含まれる。また、Bodhiは、開発者が不必要と考えたソフトウェアや機能を含んでいない。使用環境において他のソフトウェアを利用するのを簡単にするため、Bodhi Linuxの開発者たちは、apturlを通じてワンクリックでインストール（導入）することができる軽量なソフトウェアのオンラインデータベースを維持している。

## 性能
Enlightenment DR-17母体でこれから派生したMokshaデスクトップを使うことにより、Bodhiは、豪華なデスクトップ効果とアニメーションを、高性能な電算装置を必要とすることなしに提供している。DR17から派生がなされたのは、その処理性能と機能性のためで、Jeff Hooglandは、E19は"ユーザーが楽しみ、そして用いている既存の機能を破壊している最適化"をしていると述べている。Enlightenmentウィンドウマネージャは、Bodhi Linuxのために開発されるツールと同様に、CとPythonで書かれている。

## 保守
Bodhi Linuxは、UbuntuのLTS版をもとにしており、保守は同様の間隔で提供されている。すなわち、保安面に関わる脆弱性や欠陥の修正は日ごとを基準として、5年間提供される。Ubuntuとは異なり、Bodhiは短い期間の保守は提供していない。導入済みのBodhi Linuxは、コマンドラインかパッケージマネージャを用いることにより、最新の安定版に更新することができる。

## R_Pi Bodhi Linux
R_Pi Bodhi Linuxは、Raspberry Pi OSを用いてビルドされており、Raspberry Piのための"hard float"な最適化されたコードを生み出すための改善と変更のすべてを含む。作業中の開発版を構築するための努力のため、ARMHF版は、公式には現在対応されていない。